# Goszczanów (gmina)
Pour la localité, voir Goszczanów.
Goszczanów est une gmina rurale du powiat de Sieradz, Łódź, dans le centre de la Pologne. Son siège est le village de Goszczanów, qui se situe environ 27 km au nord-ouest de Sieradz et 67 km à l'ouest de la capitale régionale Łódź.
La gmina couvre une superficie de 123,301 km2 pour une population de 5 814 habitants.

## Géographie
La gmina inclut les villages de Chlewo, Chwalęcice, Czerniaków, Gawłowice, Goszczanów, Karolina, Kaszew, Klonów, Lipicze Górne, Lipicze Olendry, Lipicze W, Poniatów, Poniatówek, Poprężniki, Poradzew, Rzężawy, Sokołów, Stojanów, Strachanów, Sulmów, Sulmówek, Świnice Kaliskie, Wacławów, Waliszewice, Wilczków, Wilkszyce, Wola Tłomakowa, Wroniawy et Ziemięcin.
La gmina borde les gminy de Błaszki, Dobra, Kawęczyn, Koźminek, Lisków, Szczytniki et Warta.